# Aphidius tarsalis
Aphidius tarsalis är en stekelart som beskrevs av Van Achterberg 2006. Aphidius tarsalis ingår i släktet Aphidius och familjen bracksteklar. Inga underarter finns listade i Catalogue of Life.